# Escola Superior de Educação de Lisboa
A Escola Superior de Educação de Lisboa (ESELx) do Instituto Politécnico de Lisboa, herdeira pedagógica de duas instituições de formação de educadores e professores - a Escola do Magistério Primário de Lisboa e o Instituto António Aurélio da Costa Ferreira.

## História
A Escola Superior de Educação de Lisboa integra a rede de estabelecimentos do ensino superior politécnico instituída em 1979 pelo Decreto-Lei nº 513/T - 79 de 26 de Dezembro. Trata-se de uma escola do Instituto Politécnico de Lisboa, o qual compreende mais sete escolas superiores - Instituto Superior de Engenharia de Lisboa, Instituto Superior de Contabilidade e Administração de Lisboa, Escola Superior de Comunicação Social, Escola Superior de Dança, Escola Superior de Teatro e Cinema, Escola Superior de Música e Escola Superior de Tecnologia de Saúde.
A ESELx, no entanto, apenas deu início às suas atividades em 1985 com a nomeação da Comissão Instaladora. Durante oito anos, de 1985 a 1993, a Escola desenvolveu atividades nos diversos domínios de intervenção que lhe foram atribuídos - formação inicial, contínua e especializada; profissionalização em serviço; investigação, pesquisa e desenvolvimento; prestação de serviços à comunidade - a par com as tarefas inerentes ao regime de instalação. Em 1 de Janeiro de 1994, na sequência da homologação dos estatutos da Escola, assumiu funções o Conselho Diretivo, eleito pelos membros da comunidade escolar.
Sendo uma instituição recente, a ESELx tem, no entanto, um longo passado como herdeira pedagógica de duas instituições de formação de educadores e professores - a Escola do Magistério Primário de Lisboa e o Instituto António Aurélio da Costa Ferreira.
Podemos mesmo considerar que as raízes da ESELx remontam ao reinado de D. Luís e ao ano de 1862, quando foi criada a Escola Normal Primária de Lisboa. Instalada no Palácio dos Marqueses de Abrantes, em Marvila, esta Escola admitia apenas alunos do sexo masculino. A Escola Normal Feminina, localizada no Calvário, iniciou a sua atividade no ano de 1866.
A partir de 1914, as duas Escolas Normais fundiram-se e passariam a funcionar em regime de coeducação, em edifício próprio, localizado na Quinta de Marrocos em Benfica, no ano de 1919. Trata-se do edifício onde hoje se encontra instalada a Escola Superior de Educação de Lisboa.
Este magnífico edifício começou a ser construído no dia 10 de dezembro de 1916. Nesse dia, foi colocada a primeira pedra para a edificação da, então designada, Escola Normal Primária de Lisboa. A cerimónia contou com a presença do Presidente da República, Bernardino Machado, do ministro da Instrução, Pedro Martins, e do arquiteto responsável pelo projeto e pela orientação da obra, Arnaldo Adães Bermudes (1863-1948)
A Escola Normal Primária de Lisboa permaneceu neste espaço até 1930, ano em que o Estado Novo extinguiu todas as Escolas Normais do país, substituindo-as pelas Escolas do Magistério Primário. A Escola do Magistério Primário de Lisboa funcionou sempre neste edifício.
Em Novembro de 1936 foram suspensas as matrículas no 1º ano das Escolas do Magistério Primário, determinação que conduziu ao encerramento das mesmas durante seis anos. Este acontecimento correspondeu ao final de um ciclo de influências pedagógicas e ideológicas do tempo da 1ª República.
As Escolas do Magistério reabriram em 1943 com novas regras, novos currículos, novos programas, os quais, no essencial, foram mantidos até 1974. Apenas nesta altura, e em consequência do 25 de Abril, foram introduzidas alterações significativas.
Pelo Decreto-Lei nº 101/86 de 17 de Maio, as Escolas do Magistério Primário foram progressivamente extintas, passando a formação de educadores e professores do ensino básico para as Escolas Superiores de Educação e para os Centros Integrados de Formação de Professores, inseridos nas Universidades.
O Instituto António Aurélio da Costa Ferreira, a segunda componente histórica da ESELx, foi criado em 1929 pelo Ministério da Instrução Pública para orientação de crianças "deficientes" em idade escolar, e para formação de técnicos especializados no acompanhamento destas crianças.
De 1942 a 1948 o curso do IAACF sofreu reformulações e atualizações, numa constante adaptação aos novos conceitos educativos nos campos da intervenção direta e indireta junto de crianças com necessidades educativas especiais.
No ano letivo de 1986/87, e na sequência da publicação do Despacho Normativo nº 18/86 de 5 de Março e das Portarias nº 433/86 de 9 de Agosto e nº 441/91 de 13 de Agosto, a Escola Superior de Educação de Lisboa passou a ministrar o curso de especialização em Educação Especial, substituindo o IAACF como instituição de formação de educadores e professores neste domínio. Este curso terminou na sequência da publicação da Portaria nº 1072/91 de 23 de Outubro que cria os CESEs em Educação Especial: Educação Pré-Escolar e Ensino Básico (1º Ciclo) e Ensinos Básico (2º e 3º Ciclos) e Secundário.
A ESELx, que desde o momento da sua criação esteve sediada em quatro locais diferentes, sem condições adequadas ao seu funcionamento, só no final de 1990 ficou instalada no edifício que agora ocupa.
Este edifício tem vindo a sofrer obras de restauro, manutenção e recuperação, as quais têm permitido adaptar, rentabilizar e melhorar os espaços, tornando-os mais funcionais e consentâneos com as atividades que a Escola desenvolve.

## Presidentes
- Conceição Alves Pinto (Comissão Instaladora)

- Alberto Antas de Barros
- Amália Bárrios
- Lurdes Serrazina
- Cristina Loureiro
- Carlos Pires
- Paulo Morais-Alexandre
- Carla Rocha (atual)[2]

## Cursos

#### Licenciaturas em
- Animação Sociocultural
- Licenciatura em Artes Visuais e Tecnologias
- Licenciatura em Educação Básica
- Licenciatura em Mediação Artística e Cultural
- Licenciatura em Música na Comunidade

#### Mestrados Profissionalizantes em
- Ensino do 1.º Ciclo do Ensino Básico e de Português e História e Geografia de Portugal no 2.º Ciclo do Ensino Básico
- Ensino do 1.º Ciclo do Ensino Básico e de Matemática e Ciências Naturais no 2.º Ciclo do Ensino Básico
- Educação Pré-Escolar

#### Mestrados Pós-Profissionalizantes em
- Administração Educacional
- Didática da Língua Portuguesa no 1.º e no 2.º Ciclo do Ensino Básico
- Educação Ambiental
- Educação Artística
- Educação Especial
- Educação Matemática na Educação Pré-Escolar e nos 1.º Ciclo e 2.º Ciclo do Ensino Básico
- Educação Social e Intervenção Comunitária
- Intervenção Precoce
- Jogo, Brinquedos e Linguagens na Educação de Infância
- Supervisão em Educação

#### Pós-Graduações em
- Animação de Histórias
- Educação em Creche e outros Equipamentos com Crianças dos 0 aos 3 anos
- Marionetas e Formas Animadas

## Centro Interdisciplinar de Estudos Educacionais (CIED)
O Centro Interdisciplinar de Estudos Educacionais (CIED) da Escola Superior de Educação de Lisboa é um centro de estudos vocacionado para a investigação científica fundamental e aplicada no domínio da educação e desenvolvimento.
Os estudos organizam-se atualmente em três Linhas de Investigação
- Arte e Design
- Currículo e Didáticas
- Educação e Desenvolvimento

A Formação é o eixo transversal que lhes confere coesão e, por natureza, o campo essencial para o qual se orientam todas as atividades desenvolvidas, tendo sempre em vista o conjugar, de forma dialéctica, a análise e inovação das práticas com os contributos da reflexão teórica, para a construção do conhecimento pedagógico.

## Localização
A ESELx está localizada no Campus de Benfica do IPL, 1549-003 Lisboa.
Como Chegar à ESELx
- De comboio | a estação de comboios (CP) de Benfica localiza-se a 3 min a pé da ESELx (Linhas de Sintra e Alverca).

- De metro | a estação de metro do Colégio Militar (Linha azul) localiza-se a cerca de 12 min a pé da ESELx.

- De autocarros | numerosos autocarros param na proximidade da ESELx 
  - Carris Junto à Estação de Benfica - 703, 724, 729, 750, 754, 758, 764, 799 Junto a Estação do Colégio Militar - 703, 729, 750, 764, 765, 767, 799 Junto ao Centro Comercial Fonte Nova - 703, 716, 729, 746, 750, 754, 758, 764, 767
  - Rodoviária de Lisboa 203, 205, 210, 222, 223, 228, 236 (Colégio Militar)

## Contactos
Morada - Campus de Benfica do IPL 1549-003 Lisboa
Telefone - (+351) 217 115 500
Email geral - eselx@eselx.ipl.pt

## Redes Sociais
Facebook da ESELx
Instagram da ESELx
Linkedin da ESELx